# آرنو سولکانن
آرنو سولکانن (انگلیسی: Aarno Sulkanen؛ زادهٔ ۱ آوریل ۱۹۴۰) بازیگر اهل فنلاند است.
از فیلم‌هایی که وی در آن نقش داشته‌است، می‌توان به جنگ زمستان اشاره کرد.